# Ludwig Lemme
Ludwig Lemme (* 8. August 1847 in Salzwedel; † 26. Oktober 1927 in Heidelberg) war ein deutscher evangelischer Theologe und Hochschullehrer in Heidelberg. Er war ab 1891 Professor für Systematische Theologie an der Ruprecht-Karls-Universität Heidelberg.

## Werdegang
Nach seinem Studium war Lemme zunächst zwei Jahre als Repetent in Göttingen tätig. Nach erfolgter Promotion wurde er 1874 Domhilfsprediger in Berlin. Ab 1876 war zunächst als Privatdozent tätig, bevor er im Jahr 1881 schließlich außerordentlicher Professor für Systematische Theologie an der Universität Breslau wurde. 1881 erfolgte ein Ruf nach Bonn, den er annahm. Zum Sommersemester 1891 erhielt er einen Ruf an die Theologische Fakultät Heidelberg. Die Berufung erfolgte im Rahmen des Bestrebens des Großherzogs Friedrich I. und seiner Gattin Luise von Preußen, Vertreter der Positiv kirchlichen Richtung in die bislang liberal dominierte Fakultät zu bringen.

## Positionen
Als Vertreter der sogenannten Positiven bekämpfte Lemme die Liberale Theologie, insbesondere seinen Fakultätstheologen Ernst Troeltsch. Er vertrat eine Position, die es verstand, dass erlebte Wahrheit sich auch vor dem denkenden Erkennen als Vernunftwahrheit bewähre. Troeltsch warf er unter anderem vor, dass dieser die „Auflösung der Dogmatik“ und eine daraus folgende „Aufhebung“ des Christentums fordere. Des Weiteren wandte er sich in seinem Werk gegen den von Albrecht Ritschl und Wilhelm Herrmann theologischen vermittelten Kantianismus. Ritschl und seiner Schule bezichtigte er sogar des Naturalismus und Nihilismus.
Im Ersten Weltkrieg vertrat Lemme „eine aggressive Kriegstheologie“ und unterstützte die Annexionspolitik des Alldeutschen Verbandes und den uneingeschränkten U-Boot-Krieg.

## Schriften (Auswahl)
- Das Leben Jesu Christi in seiner geschichtlichen Tatsächlichkeit aus den Quellen dargestellt. Berlin : E. Runge, 1927
- Christliche Apologetik. Runge, Gr. Lichterfelde-Berlin 1922.
- Das Jakobus-Evangelium. Berlin-Lichterfelde: Runge, 1920
- Der geistige Neubau unseres Volkslebens nach dem Kriege. Gütersloh: Bertelsmann, 1917
- Die weltgeschichtliche Aufgabe der evang. Kirche in den Wirren der Gegenwart. Berlin : Positive Union, 1911, Neudruck
- Jesu Irrtumslosigkeit. Runge, Gr. Lichterfelde-Berlin 1907.
- Jesu Wissen und Weisheit. Runge, Gr. Lichterfelde-Berlin 1907.
- Brauchen wir Christum, um Gemeinschaft mit Gott zu erlangen? Runge, Gr. Lichterfelde-Berlin 1906.
- Die Macht des Gebets mit besonderer Beziehung auf Krankenheilung. Barmen: H. Klein, 1887
- Der gegenwärtige Stand der Ethik: Vortrag, gehalten am 27. Juni 1900. Karlsruhe 1900.
- Die Aufgaben der Christen im Geistesleben und Glaubenskampf der Gegenwart. Hamburg 1904.
- Theologische Enzyklopädie: nebst Hermeneutik. Berlin 1909.
- Christliche Glaubenslehre. Berlin-Lichterfelde 1918.